# 自行车头盔

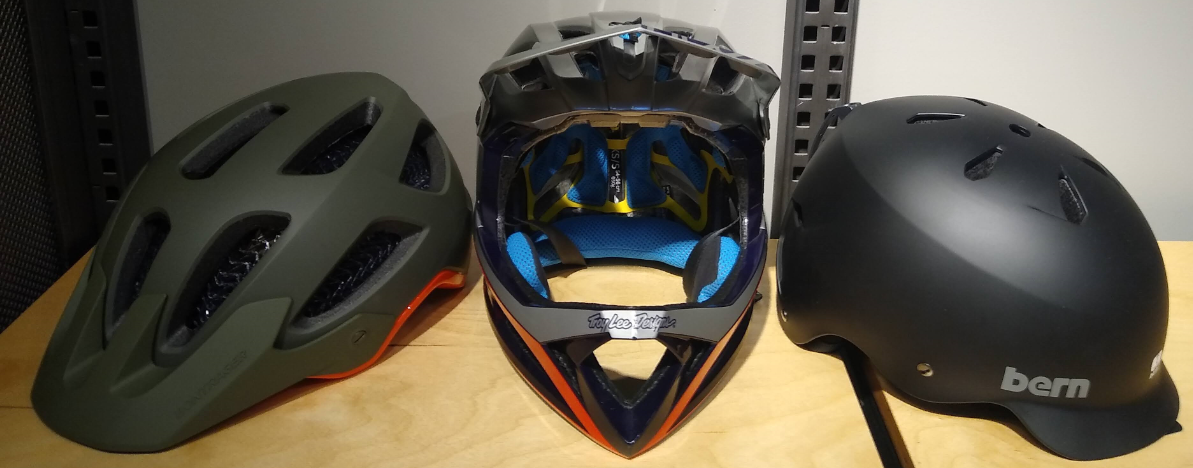
三种款式的自行车头盔：标准型、全盔型和多功能运动型

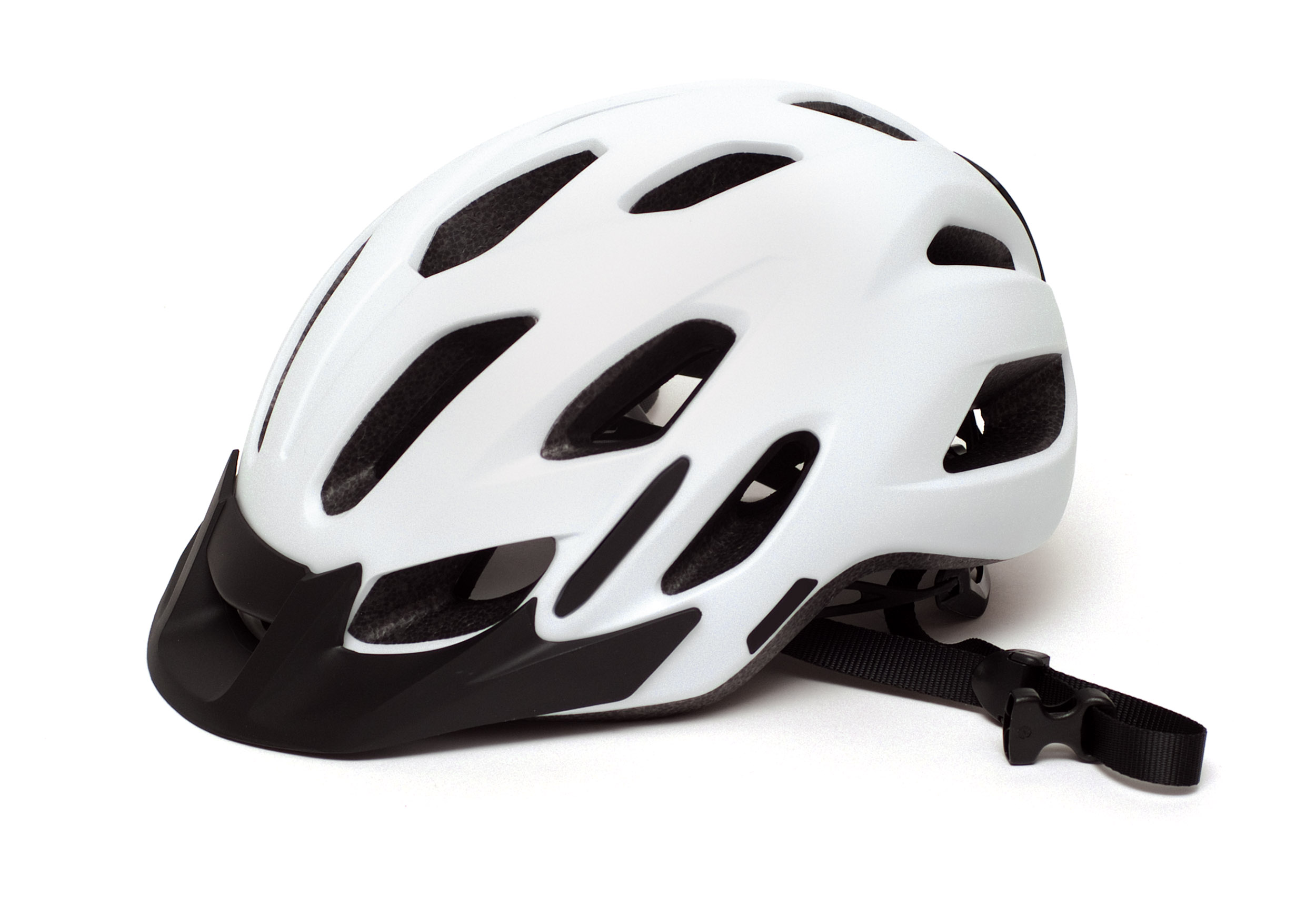
一款典型的自行车头盔

自行车头盔是自行車骑行者的头部护具，可在发生碰撞事故时减轻对骑行者头部的冲击力，在体育运动中也可优化车手的空气动力学性能。

## 法规

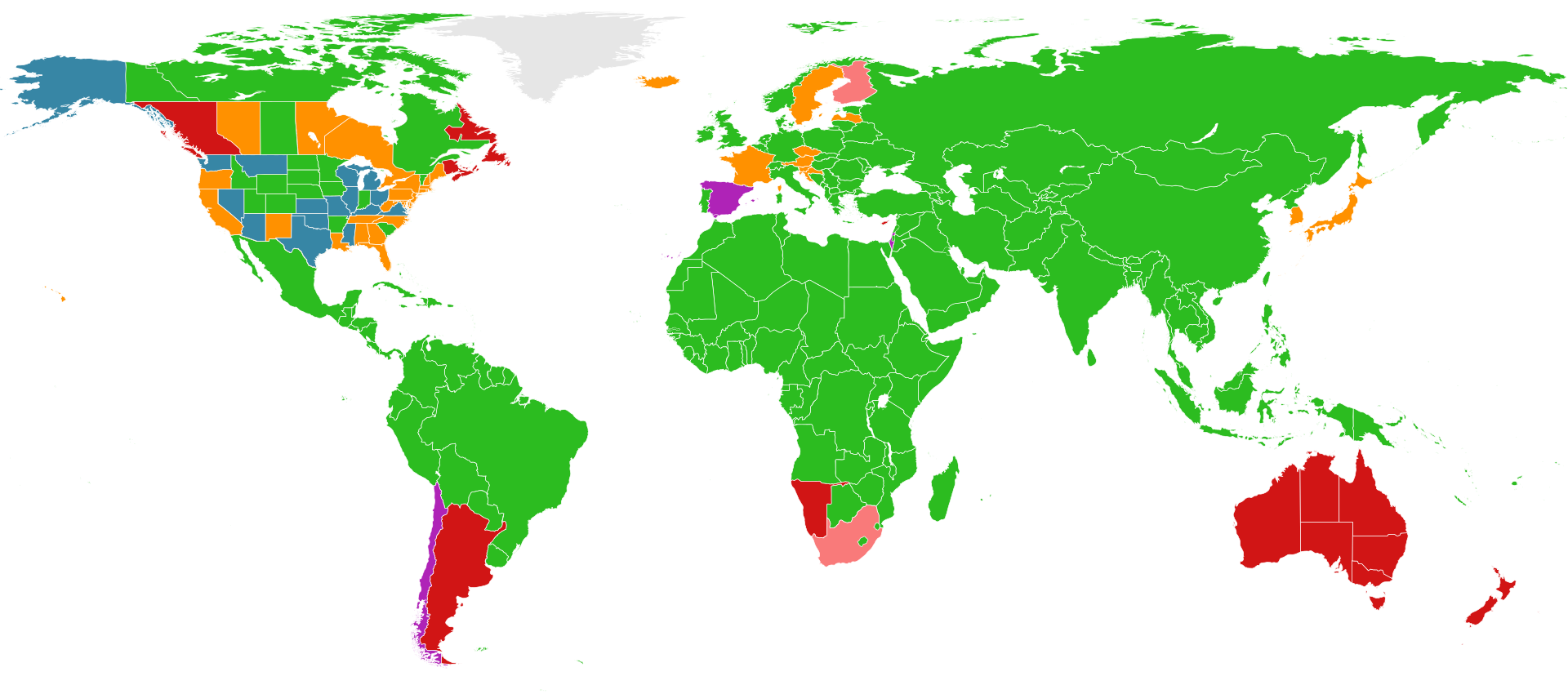
无头盔要求
适用部分地方法规
仅要求儿童佩戴头盔
有时要求佩戴头盔
强制要求佩戴头盔，但不罚款
强制要求佩戴头盔

### 阿尔巴尼亚
在阿尔巴尼亚，所有自行车骑行者强制要求佩戴头盔。

### 澳大利亚
在澳大利亚，維多利亞州于1990年7月引入了头盔要求，1992年7月扩展到全国。强制要求佩戴头盔后，自行车使用量下降了约20-40%。

### 芬兰
根据芬兰《道路交通法》第90条规定，自行车骑行者和自行车乘客在骑行时必须佩戴合适的头盔。该建议自2003年1月1日起生效，但无罚款规定。

### 加拿大
在加拿大，1994年-2003年间，十个省中有六个引入了头盔要求。

### 德国
在德国不强制要求佩戴头盔，尽管德国自20世纪70年代以来一直在讨论头盔佩戴问题。

### 法国
在法国，自2017年3月22日起，十二岁以下儿童（自行车骑行者和自行车乘客）必须佩戴头盔。

### 荷兰
在荷兰不强制要求佩戴头盔。荷兰自行车手协会公开反对强制佩戴头盔。

### 西班牙
在西班牙，自行车骑行者在城市地区以外的公路必须佩戴头盔。长途攀登、酷热或出于医疗原因则无需要佩戴头盔。自2014年5月1日起，16岁以下儿童必须佩戴头盔。

### 瑞典
在瑞典，自2005年1月1日起，15岁以下自行车骑行者必须佩戴头盔。

### 香港
在香港暂不强制要求佩戴头盔。2022年，運輸及物流局向立法会提交文件提议修例强制要求佩戴头盔，违者罚款2000元，但暂无下文。